# Otus hartlaubi
Mocho-d'orelhas-de-são-tomé ou mocho-de-orelhas-de-são-tomé (Otus hartlaubi) é uma espécie de ave estrigiforme pertencente à família Strigidae.